# Rúmil
Rúmil är i J.R.R. Tolkiens fiktiva värld en alv hörande till släktet Noldor. Rúmil är historiker och lingvist, författaren till Ainulindale, The Annals of Aman, Ambarkanta och ett stort antal andra verk. Han är också skaparen av det första skriftsystemet, kallat sarati.
Rúmil figurerar knappt i de böcker Tolkien publicerade under sin livstid. I De förlorade sagornas bok, en tidig version av Silmarillion, bor Rúmil på Tol Eressëa. I de verk som Tolkien skrev senare i livet är Rúmil dock tätt förknippad med noldors stad Tirion i Valinor.
Rúmil har (på engelska) fått epitet som the Elfsage of Valinor och the ancient sage of Tirion.